# Пестовка (приток Ижа)
Пестовка — река в Удмуртии, правый приток Ижа.
Длина реки — 13 км. Протекает в лесах к северо-западу от Ижевска, почти целиком на территории Завьяловского района. Направление течения — восточное. Устьевая часть находится на территории городского округа Ижевск, почти теряется в болотах в пойме Ижа.
В среднем течении на реке находится дачный посёлок, примыкающий к деревне Пестовка. Выше посёлка реку пересекает железнодорожная линия Ижевск — Балезино.

## Данные водного реестра
По данным государственного водного реестра России относится к Камскому бассейновому округу, водохозяйственный участок реки — Иж от истока и до устья, речной подбассейн реки — бассейны притоков Камы до впадения Белой. Речной бассейн реки — Кама.
Код водного объекта в государственном водном реестре — 10010101212111100026982.